# 유키가야오쓰카역
유키가야오쓰카역(일본어: 雪が谷大塚駅、ゆきがやおおつかえき)은 일본 도쿄도 오타구에 있는 도쿄 급행 전철의 역이다. 역 번호는 IK09이다.
조조와 야간을 중심으로 본 역 시발 및 종착 열차가 설정되어 있으며, 아침 러시아워 시간대는 고탄다 발 열차 중 절반이 본 역에서 회차된다.
이케가미 선과 도큐 다마가와 선의 차량기지인 유키가야 검차구가 본 역과 인접하고 있다. 과거에는 메구로카마타 전철(현, 도쿄 급행 전철) 신오쿠사와 선이 본 역에 정차했었다.

## 역사
- 1923년 5월: 이케가미 전기철도의 유키가야역으로 영업 개시. 당시의 역은 현재보다 약 100m 고탄다 방향에 위치해 있었다[1].
- 1927년 8월: 현재의 차량기지 인근에 조후오쓰카역 영업 개시.
- 1928년 10월 5일: 신오쿠사와 선 당역 ~ 신오쿠사와 역간 영업 개시.
- 1933년 6월 1일: 유키가야 역과 조후오쓰카 역을 통합하고 현재의 위치로 이전, 유키가야역이 됨.
- 1935년 11월 1일: 신오쿠사와 선 당역 ~ 신오쿠사와 역간 폐지됨.
- 1943년 12월: 유키가야오쓰카 역(일본어: 雪ヶ谷大塚駅)으로 역명 변경.
- 1966년 1월 20일: 유키가야오쓰카 역(일본어: 雪が谷大塚駅)으로 역명 변경.
- 2000년
  - 7월: 개찰 내 엘리베이터와 개찰 외 에스컬레이터 공용 개시.
  - 9월 9일: 개찰 내 에스컬레이터 공용 개시.
- 2005년 1월 31일: 정기권 매장 영업 종료.

## 역 구조
섬식 승강장 1면 2선의 지상역으로 교상역사를 갖는다. 서비스 매니저 도입역으로 인해 하타노다이 역에서 원격 감시하고 있다.
또한, 승무원을 관할하는 유키가야오쓰카 승무구가 본 역 구내에 설치되어 있다.

### 타는 곳
| 번호 | 노선        | 방향 | 행선                    |
| ---- | ----------- | ---- | ----------------------- |
| 1    | 이케가미 선 | 하행 | 가마타 방면             |
| 2    | 이케가미 선 | 상행 | 하타노다이・고탄다 방면 |

## 역 주변
- 우노키오츠카 고분
- 덴엔초후 우체국
  - 유초 은행 덴엔초후점
- 오타 미나미 유키 가야 우체국
- 경시청 덴엔초후 경찰서
- 도쿄 소방청 덴엔초후 소방서
- 오타 니시 지역 행정 센터
- 오타 구청 미네마치 특별 출장소
- 알프스 전기 주식회사
- 나가하라 가도 변 학원가

## 사진

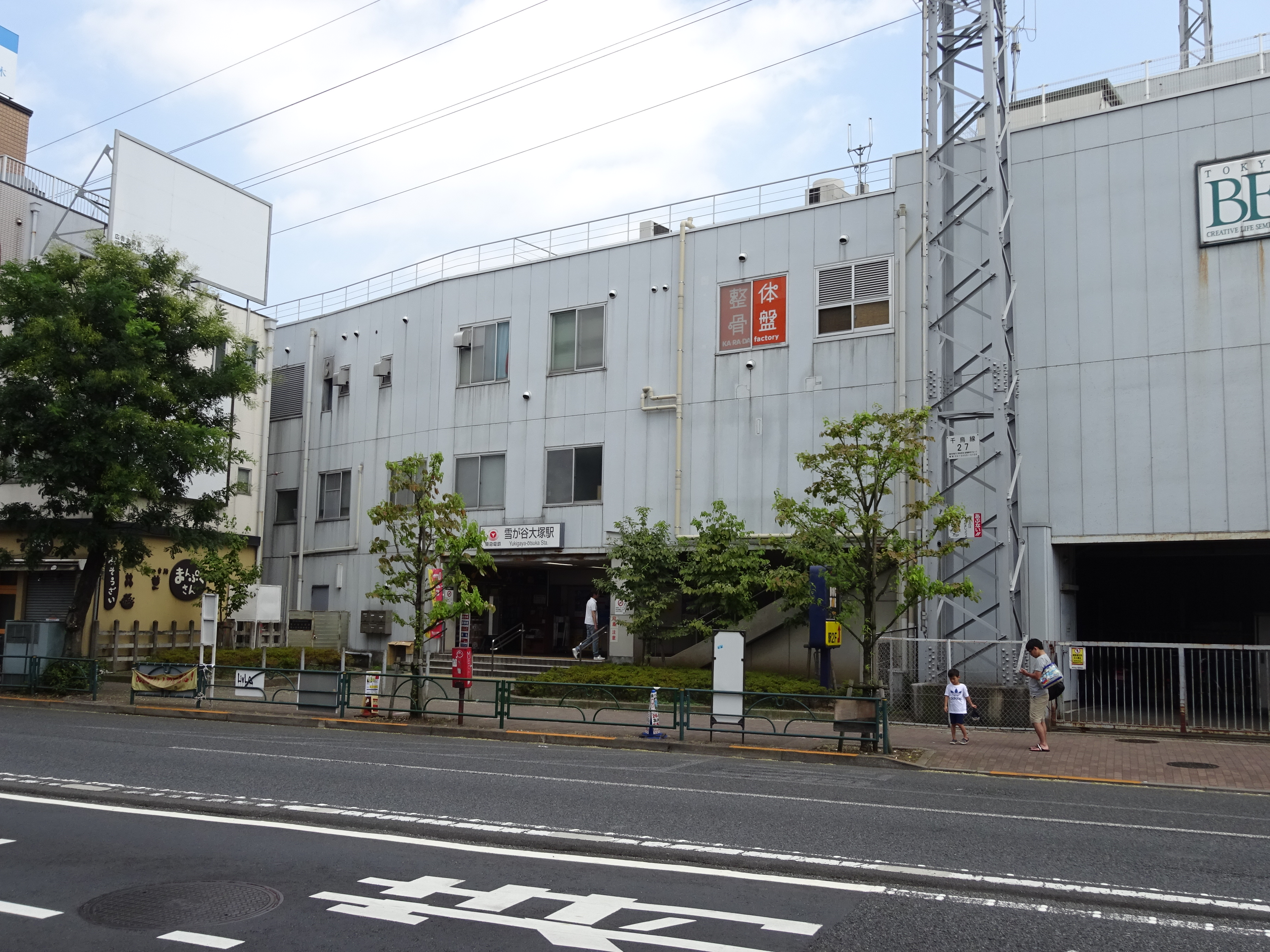
서쪽 출구
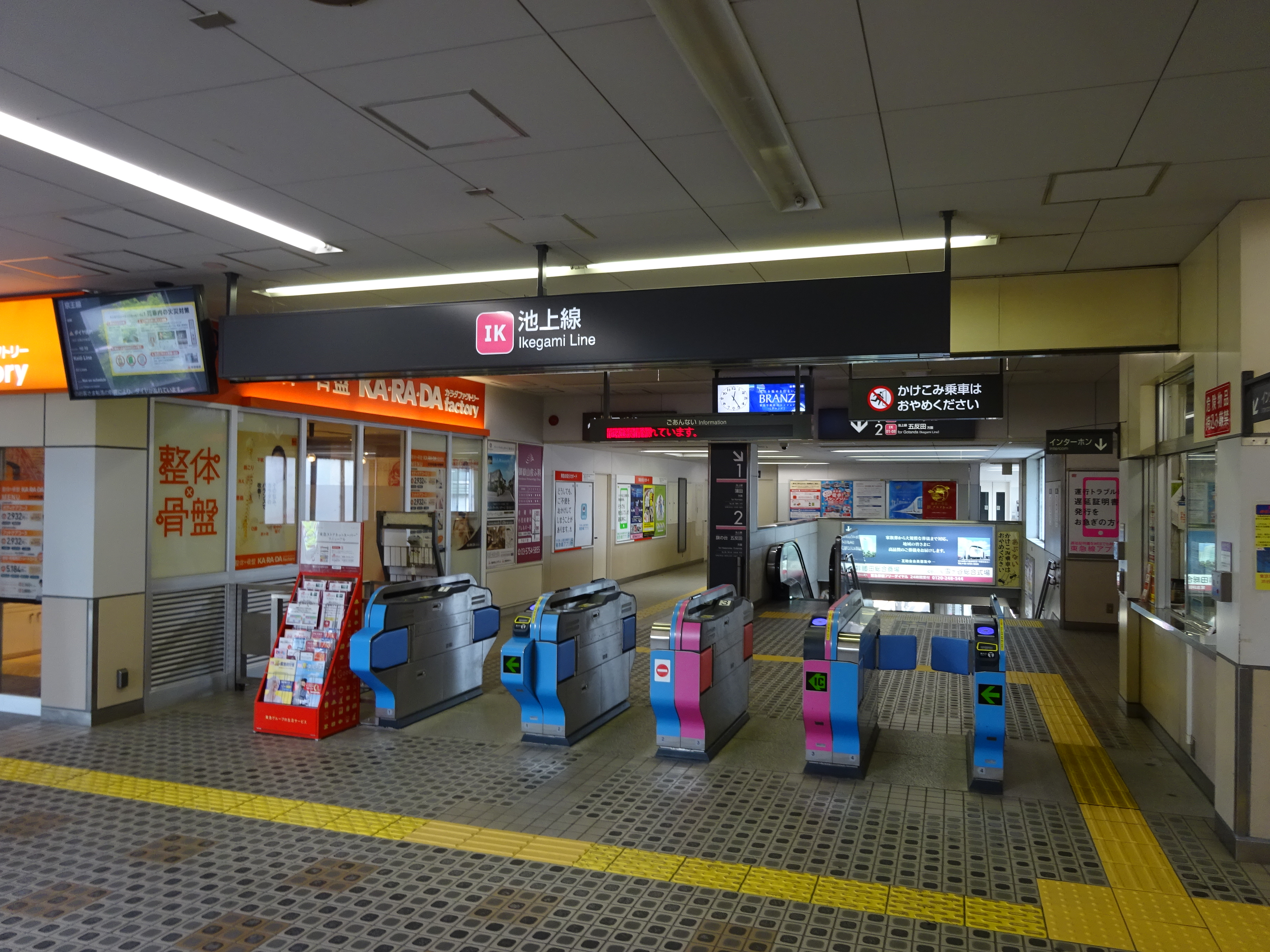
개찰구

## 인접역
| 도쿄 급행 전철 이케가미 선     | 도쿄 급행 전철 이케가미 선 | 도쿄 급행 전철 이케가미 선 |
| ------------------------------ | -------------------------- | -------------------------- |
| IK 08 이시카와다이 고탄다 방면 |                            | 온타케산 IK 10 가마타 방면 |